# 富士電視台灣岸攝影棚
富士電視台灣岸攝影棚（日语：／ Fuji Terebi Wangan Sutajio */?），是位於日本東京都江東區青海的一座富士電視台建築，位於FCG大樓和電訊中心之間，主要作為電視攝影棚使用。該建築獲得了第50屆BCS賞。富士電視台灣岸攝影棚建築內設有8個攝影棚及5個編輯室，還設有一個對外開放的內科診所。

## 外部連結
- フジテレビへ行こう! - 湾岸スタジオ （页面存档备份，存于）
- アップル - Pro - 事例 - IMAGICA 湾岸スタジオ （页面存档备份，存于）
- フジテレビ湾岸スタジオビル診療所 （页面存档备份，存于）